# Mátyás király tér (XVI. kerület)
A Mátyás király tér (az 1900-as évek elejéig Ilona tér) Budapesten, a XVI. kerületi Ó-Mátyásföld központja.

## Története
A villa- és nyaralótelep kialakulása előtti erdőben meglevő ház, majd vendéglő és 1932 óta Corvin Mátyás Gimnázium előtt kialakított félköríves teret eredetileg Batthyány Ilonáról Ilona térnek nevezték el és csak az 1930-as évektől lett Mátyás király tér. 1902-ben – amikor is Kecskeméthy Vince, Mátyásföld kertésze befásítását és fagyalbokrokkal való szegélyezését megtervezte – is volt már Mátyásföldön Mátyás király tér, de akkor még a Szent József plébániát körülvevő háromszög alakú területet nevezték így, ami az 1920-as évek után Templom, 1974-et követően Torony, 2006-tól pedig Paulheim József tér. Az Ilona tér az 1930-as évektől lett Mátyás király tér.
A teret átszelő tengely – ami a második mátyásföldi HÉV-megállótól a térig vezető Imre utca (ez a települést alapító Kunkel Imréről kapta nevét) és a vendéglő mögött tovább, az Erzsébet-ligeti fasoron (ami 2008 óta Szurmay Sándor nevét viseli) át egészen a strandfürdő bejáratáig húzódik – jelölte ki Ó-Mátyásföld parcelláinak irányát. A parkosított területen már az 1890-es években gondosan kialakított, kavicsos út két kör alakú teresedésbe öblösödött, szélein padokkal, közepükön egy-egy szőnyegágy típusú virágággyal. Az épülettől távolabb eső ágyás közepén kapott helyet 1896-tól a Mátrai Lajos által készített a Mátyás-szobor. A középtengelyt – a területet hat mezőre osztó – nyírt, itt-ott megszakított sövények szegélyezték. A gyepben elszórtan növénycsoportok helyezkedtek el. A teret vízcsapokkal is felszerelték. A tér, az előbbiekben leírt, eleinte díszes kialakítása a 20. század folyamán jóval egyszerűbb formát öltött.

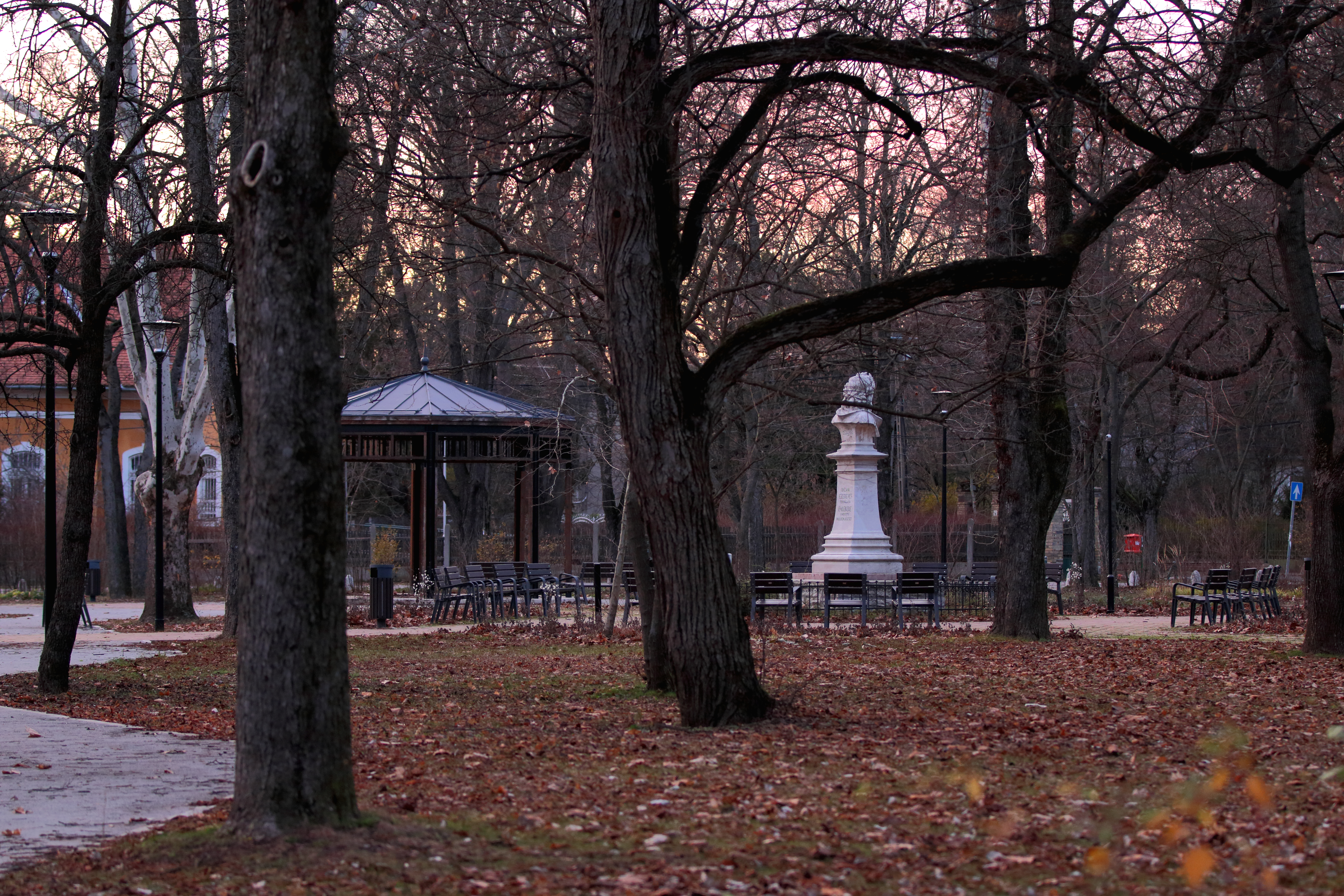
A tér a zenepavilonnal 2019 decemberében

A területet 1950-ben kapcsolták Budapesthez. 1981-ben a kerület hagyományainak megőrzése végett is, a kerületi tanács új Mátyás király szobrot állíttatott föl – amit, ahogy ezt a szobron olvasható felirat is bizonyítja, Metky Ödön szobrászművésszel 1980-ban készíttettek el – mivel az addigra közel kilenc évtizedes szobrot az időjárás is kikezdte, porlasztotta – a szobor eredetije azóta már tér melletti gimnázium aulájában látható. 1997 szeptemberében Mátyásföld 110 éves jubileumára avatták föl Koncz Vilmos népi faragómester Mátyásföld 110 éves emlékmű című fa kompozícióját, ami állapota azonban hamarosan leromlott és később elbontották. A tér 2015-ig a fővárosé volt, ezt követően került a XVI. Kerületi Önkormányzat tulajdonába, így 2016-ban a lakosság bevonásával az S73 Kft. (Mohácsi Sándor vezető tervező, Takács Dániel tájépítész és Gergely Antal építészmérnök) tervei alapján újult meg. Új közvilágítást és kövezetet kaptak a járófelületek, amik fentről nézve egy kettős keresztet formáznak. Az azokat szegélyező növényzetet felfrissítették, valamint új parkolóhelyeket is építettek. Egy zenepavilon is helyet kapott, ahol a Mátyás király téren évtizedekkel ezelőtt meghonosodott térzene hagyományát ápolhatják és a Mátyásföldi Koncert Fúvószenekar és a Rácz Aladár Zeneiskola produkcióit is előadhatják. A szobrot, amit talapzatával együtt megtisztítottak, szemből két díszvilágítási fényforrás világítja meg.